# Castelnovetto
Castelnovetto – miejscowość i gmina we Włoszech, w regionie Lombardia, w prowincji Pawia.
Według danych na rok 2004 gminę zamieszkiwały 643 osoby, 35,7 os./km².